# Kriogenika

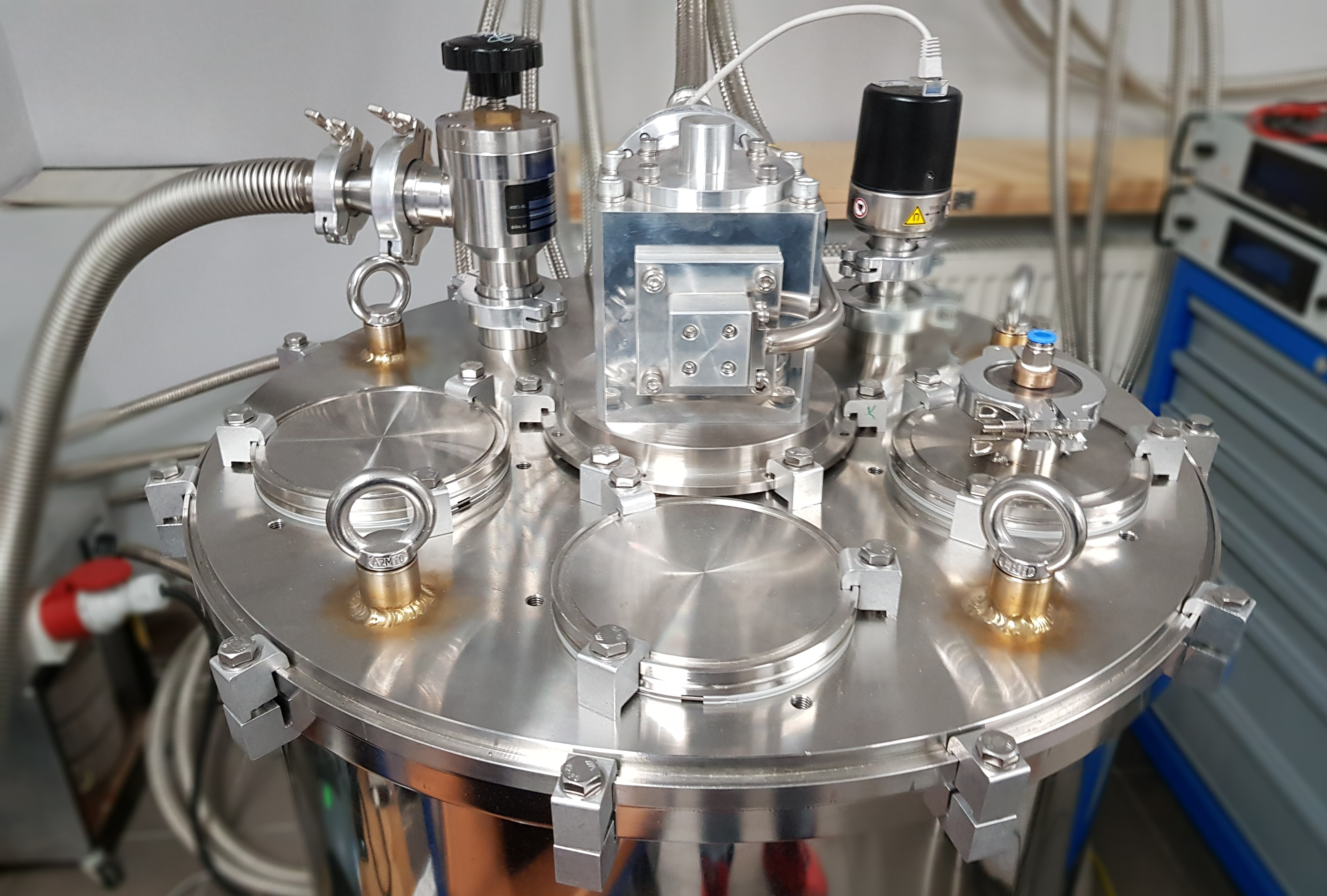
Kriostat badający szczelność podzespołów w niskich temperaturach.

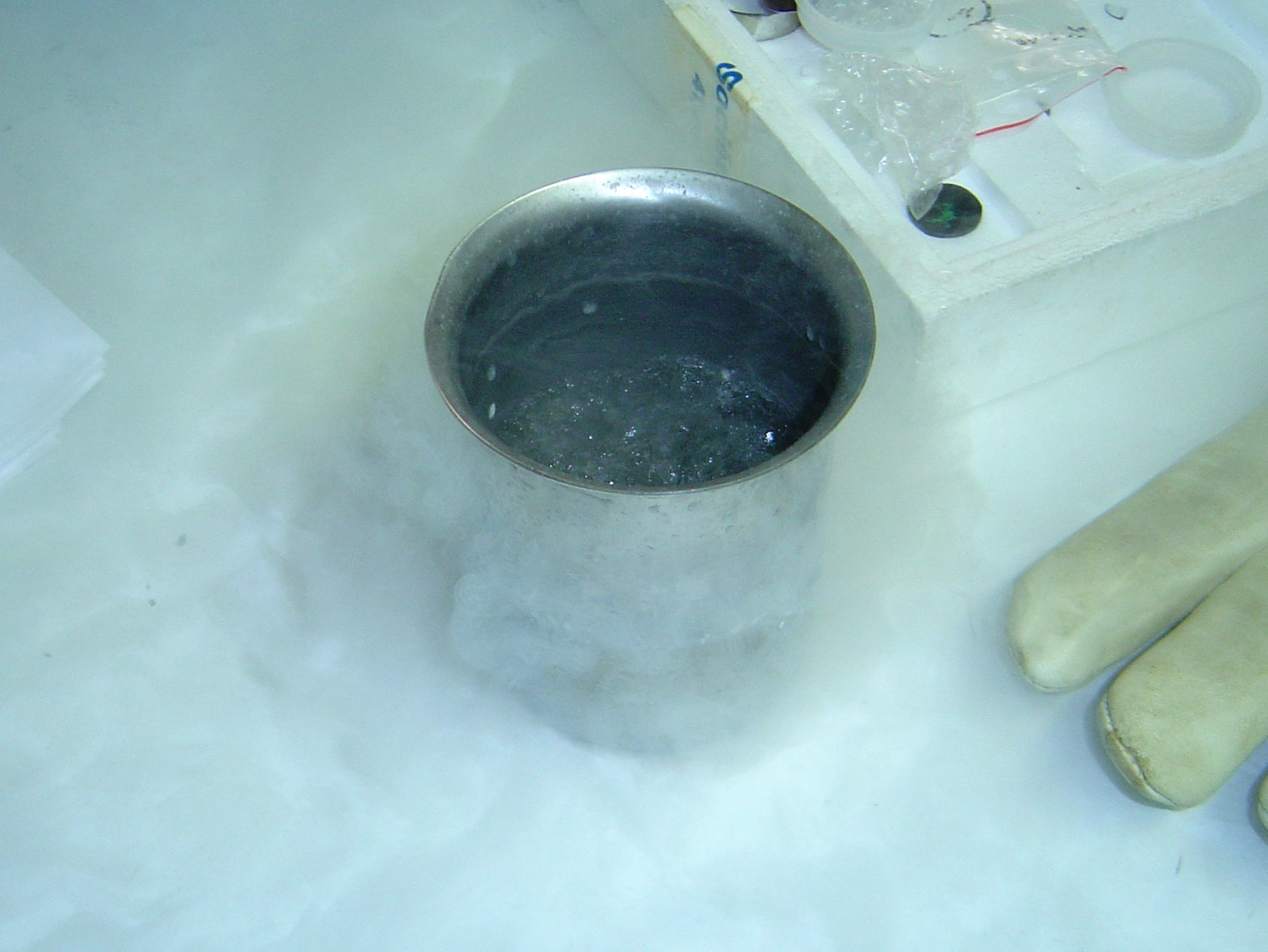
Naczynie zawierające ciekły azot

Kriogenika (gr. krios „zimno”, genos „ród”) – dział techniki wytwarzający, mierzący i utrzymujący skrajnie niskie temperatury; nie są one zdefiniowane ściśle, lecz czasem za granicę przyjmuje się −150 °C (123 K). Kriogenika jest blisko związana z kriofizyką, która bada właściwości ciał w tych temperaturach, np. charakterystyczne dla tego reżimu zjawiska jak nadprzewodnictwo i nadciekłość.
Kriogenika ma poważny udział w takich dziedzinach jak: badania przestrzeni kosmicznej, biologia i chirurgia, w przemyśle spożywczym, metalurgicznym, chemicznym i urządzeniach nadprzewodzących. 
Zastosowanie elementów nadprzewodzących w urządzeniach energetycznych prowadzi do znacznego zmniejszenia kosztów i masy tych urządzeń oraz zwiększenia sprawności i wydajności przy zachowaniu ich mocy.

## Skraplanie gazów
Ważną poddziedziną kriogeniki są technologie uzyskiwania i magazynowania skroplonych gazów. Zastosowanie skroplonych gazów jest najczęściej stosowaną w przemyśle technicznym metodą osiągnięcia bardzo niskich temperatur. W poniższej tabeli przedstawiono najczęściej stosowane w kriogenice ciekłe gazy wraz z ich temperaturą wrzenia w ciśnieniu atmosferycznym.
| Gaz       | Nominalna temperatura wrzenia (K) |
| --------- | --------------------------------- |
| Hel       | 4,2                               |
| Wodór     | 20,3                              |
| Azot      | 77,3                              |
| Powietrze | 78,8                              |
| Tlen      | 90,2                              |
| Metan     | 111,6                             |
| Fluor     | 84,9                              |
| Argon     | 87,3                              |
| Krypton   | 119,8                             |
| Ksenon    | 165,0                             |

Ciecze te mogą być wykorzystywane w procesach chłodzenia zarówno poprzez bezpośredni kontakt jak i w obiegach zamkniętych, w kriochłodziarkach (kriokulerach). Kriochłodziarki są wykorzystywane przede wszystkim w zastosowaniach naukowych. Pozwalają na osiągnięcie bardzo niskich temperatur bez konieczności uzupełniania ciekłych gazów.
W celu minimalizacji strat cieczy kriogenicznych i mocy chłodniczej wytworzonej przez kriokulery istotnym zagadnieniem jest odizolowanie systemu kriogenicznego od otoczenia. Systemami zapewniającymi odpowiedni poziom izolacji są kriostaty. Kriostaty zbudowane są zwykle z podwójnego naczynia o izolacji próżniowej i ekranów radiacyjnych, najczęściej w formie MLI.

## Zastosowanie
Bardzo niskie temperatury wykorzystywane są w szerokim zakresie badań naukowych i rozwiązań technologicznych. Przykłady zastosowania kriogeniki to:
- Energetyka – niektóre ciekłe gazy wykorzystywane są jako źródła energii. Gaz ziemny jest jednym z najpowszechniej stosowanych paliw kopalnych. Skroplenie go powoduje zmniejszenie jego objętości około 600 razy. Zwiększona gęstość LNG ułatwia jego magazynowanie i transport. Transport morski LNG jest najbardziej ekonomiczną formą przesyłania gazu ziemnego na odległość większą od 4000 km[5]. Innym nośnikiem energii w postaci ciekłego gazu jest LH2. Wodór jest pozbawionym śladu węglowego nośnikiem energii, gdyż w reakcji spalania (lub utleniania w ogniwie paliwowym) powstaje jedynie obojętna dla środowiska para wodna.
- Nadprzewodnictwo – materiały nadprzewodzące charakteryzują się określoną temperaturą krytyczną, poniżej której wykazują swoje nadprzewodzące właściwości. Większość znanych nadprzewodników tę temperaturę ma w granicach temperatur kriogenicznych. Niezbędne jest więc utrzymanie ich w tej temperaturze poprzez np. kąpiel w ciekłym helu (4,2 K).
- Gazy techniczne – produkcja gazów technicznych jak np. tlen i argon wykorzystuje kriogeniczne technologie separacji powietrza.
- Medycyna – kriogenika znajduje szerokie zastosowanie w medycynie. Bardzo niskie temperatury mogą być wykorzystane zarówno do przechowywania rzadkich grup krwi jak i w kriochirurgii, gdzie wykorzystywane są do zabijania szkodliwych tkanek, jak np. brodawki[6].
- Przemysł spożywczy – mrożenie żywności poprzez chłodzenie ciekłym azotem zwiększa dynamikę procesu. Wskutek tej metody mrożenia powstają również dużo mniejsze kryształy lodu, co przekłada się na wyższą jakość przechowywanej żywności[7].